# Plaški
Plaški är en ort i Kroatien.   Den ligger i länet Karlovacs län, i den centrala delen av landet, 90 km sydväst om huvudstaden Zagreb. Plaški ligger 377 meter över havet och antalet invånare är 1 580.
Terrängen runt Plaški är huvudsakligen kuperad, men åt nordväst är den platt. Runt Plaški är det ganska tätbefolkat, med 58 invånare per kvadratkilometer. Närmaste större samhälle är Slunj, 17,8 km öster om Plaški. Omgivningarna runt Plaški är en mosaik av jordbruksmark och naturlig växtlighet.